# Ravello
Ravello es una población y municipio enclavados en la Costa Amalfitana, en la provincia de Salerno, en Campania, Italia. Tiene aproximadamente 2500 habitantes. La población es uno de los destinos turísticos más populares de Italia. Como parte de la Costa Amalfitana, Ravello ha sido declarado Patrimonio de la Humanidad por la Unesco.

## Historia
Ravello fue una importante población de la República amalfitana, una importante república marítima italiana, potencia comercial en el Mediterráneo desde el año 839 hasta aproximadamente 1200.
Ravello fue la sede de una diócesis entre 1086 y 1603; posteriormente, el obispado fue movido a Scala.
Había muchas familias nobles que lo hicieron tan famoso Ravello, las familias nobles  tenían el título de patricios de Ravello. Son: Acconciajoco, Alfano, Appencicario, Aufiero, Bove, Campanile, Cassitto, Castaldo, Citarella, Confalone, Coppola, Cortese, D'Afflitto, De Curtis, Dell'Isola, Della Marra, De Piccolellis, De Vito, Fenice, Foggia, Frezza, Fusco, Giusto, Grisone, Guerritore, Longo, Marinelli, Muscettola, Panicola, Papice, Pironti, Rago, Rogadeo, Rovito, Rufolo, Russo, Rustici, Sasso, Tettamanti y Arcucci.
En 1944 —durante la Segunda Guerra Mundial— el rey de Italia Vittorio Emanuele II vivió casi medio año en la "Villa Episcopio" de Ravello, esperando poder trasladarse a Roma. En esa villa le entregó la "Regencia" del poder en Italia a su hijo, retirándose a vida privada.

## Principales atracciones
- La basílica de Santa Maria Assunta y San Pantaleone, conocida como el Duomo de Ravello.
- Villa Rufolo (1270), fue construida por Nicola Rufolo, adinerado comerciante de Ravello, en el borde de un acantilado sobre la costa. Cada año recibe numerosos visitantes en busca de sus renombradas vistas y la belleza de sus jardines y edificios. La villa es mencionada por Giovanni Boccaccio en el Decamerón, y es el lugar que sirvió de inspiración a Richard Wagner para el diseño de los escenarios de su ópera Parsifal, de 1880.
- Villa Cimbrone, famosa por la "Terraza del infinito", balcón sobre un acantilado con vistas inigualables sobre la costa amalfitana y el golfo de Salerno.
- La iglesia de San Giovanni del Toro, construida antes del año 1000.
- El Auditorium Oscar Niemeyer, teatro diseñado por el arquitecto Oscar Niemeyer y construido en 2011, utilizado anualmente para el Festival de Ravello y también como centro de arte de la localidad para conciertos y exhibiciones.[5][6]

## Cultura
La villa ha servido históricamente como lugar de retiro de artistas, músicos y escritores como por ejemplo: Giovanni Boccaccio, Richard Wagner, M.C. Escher, Virginia Woolf, Gore Vidal, Greta Garbo y Sara Teasdale.
Durante los meses de julio y agosto se lleva a cabo el Festival de Ravello de música clásica. De renombre internacional, dicho festival comenzó en 1953 en honor a Richard Wagner.

## Evolución demográfica
| Gráfica de evolución demográfica de Ravello entre 1861 y 2001 |
|                                                               |
| Fuente ISTAT - elaboración gráfica de Wikipedia               |

## Ravello en la cultura popular

### Cine
Varias películas fueron rodadas en la ciudad, siendo algunas de las más conocidas:
- La burla del diablo, de John Huston (1953)
- El destino de Sissi, de Ernst Marischka (1957)
- El Decamerón, de Pier Paolo Pasolini (1971)
- A Good Woman, de Mike Baker (2005)
- Viaje a Italia, de Michael Winterbottom (2014)
- Wonder Woman, de Patty Jenkins (2017)

Algunos rumores señalan que Kevin Spacey rodará en Ravello una película basada en la vida del escritor y guionista Gore Vidal, que en 2017 se encontraba en preproducción.
Gore Vidal adquirió en 1972 una mansión en Ravello (llamada La Rondinaia), la que fue su residencia permanente entre 1993 y 2004. Allí fue visitado por algunos de sus amigos actores de Hollywood, entre ellos Greta Garbo, Lauren Bacall, Paul Newman, Susan Sarandon y Woody Harrelson, así como personalidades como Jackie Kennedy, Rudolf Nuréyev, Mick Jagger, Andy Warhol, Truman Capote, John Huston, Orson Welles y Hillary Clinton.

### Literatura
Si bien muchos escritores visitaron Ravello (como Virginia Woolf, Paul Valéry, T. S. Eliot, Graham Greene y Tennessee Williams), otros eligieron establecerse en la ciudad para crear sus obras: D. H. Lawrence estuvo entre 1926 y 1927 en una casa de Via San Francesco para escribir parte de El amante de Lady Chatterley, en tanto que E. M. Forster escribió en Villa Episcopio Story of a panic. En 1902, André Gide ambientó en Ravello su novela El inmoralista, mientras que Giovanni Boccaccio también la eligió para el Decamerón.

## Galería de imágenes

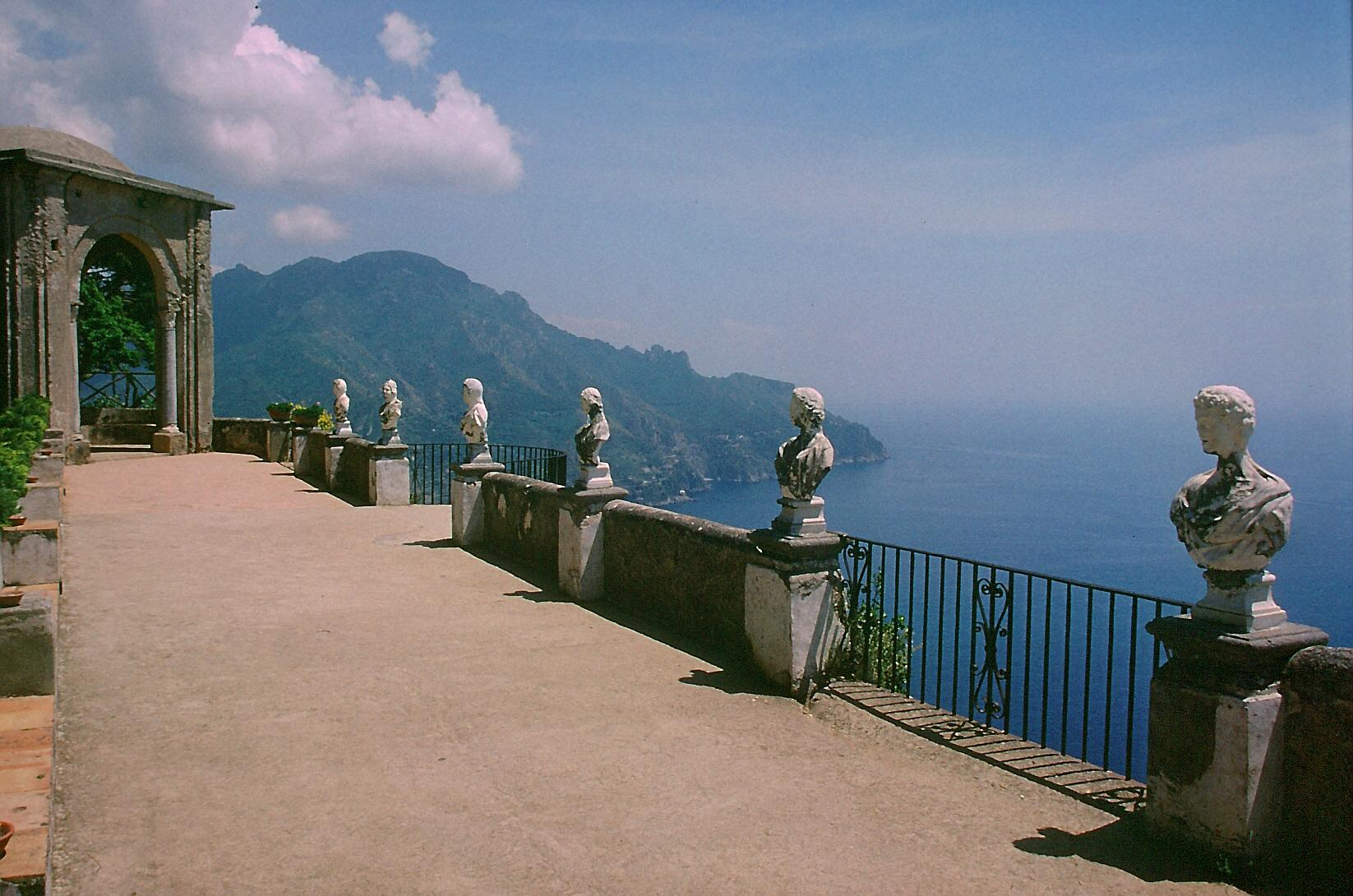
Vista desde la Terraza del Infinito de Villa Cimbrone.
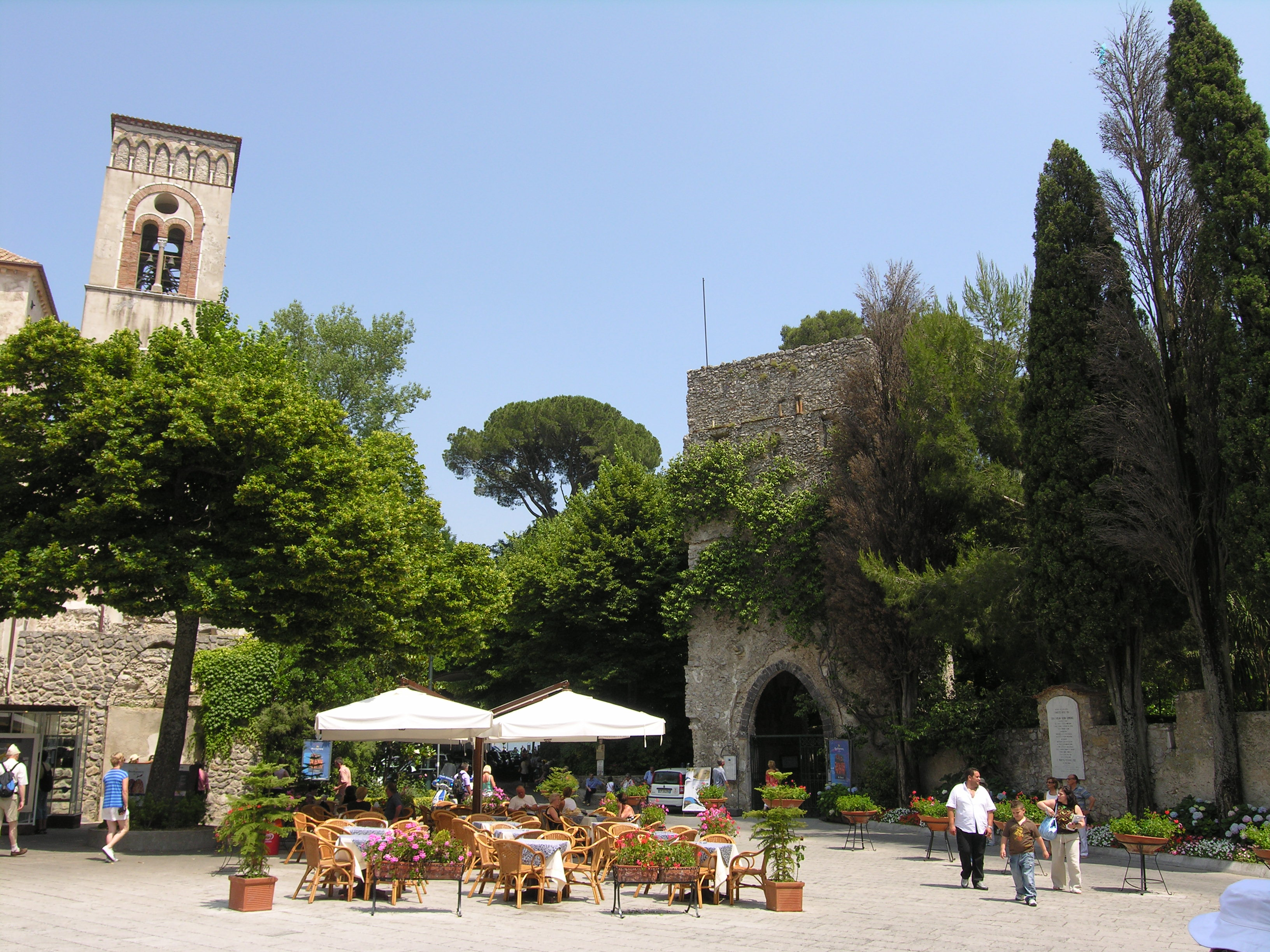
Plaza e iglesia del centro de Ravello.
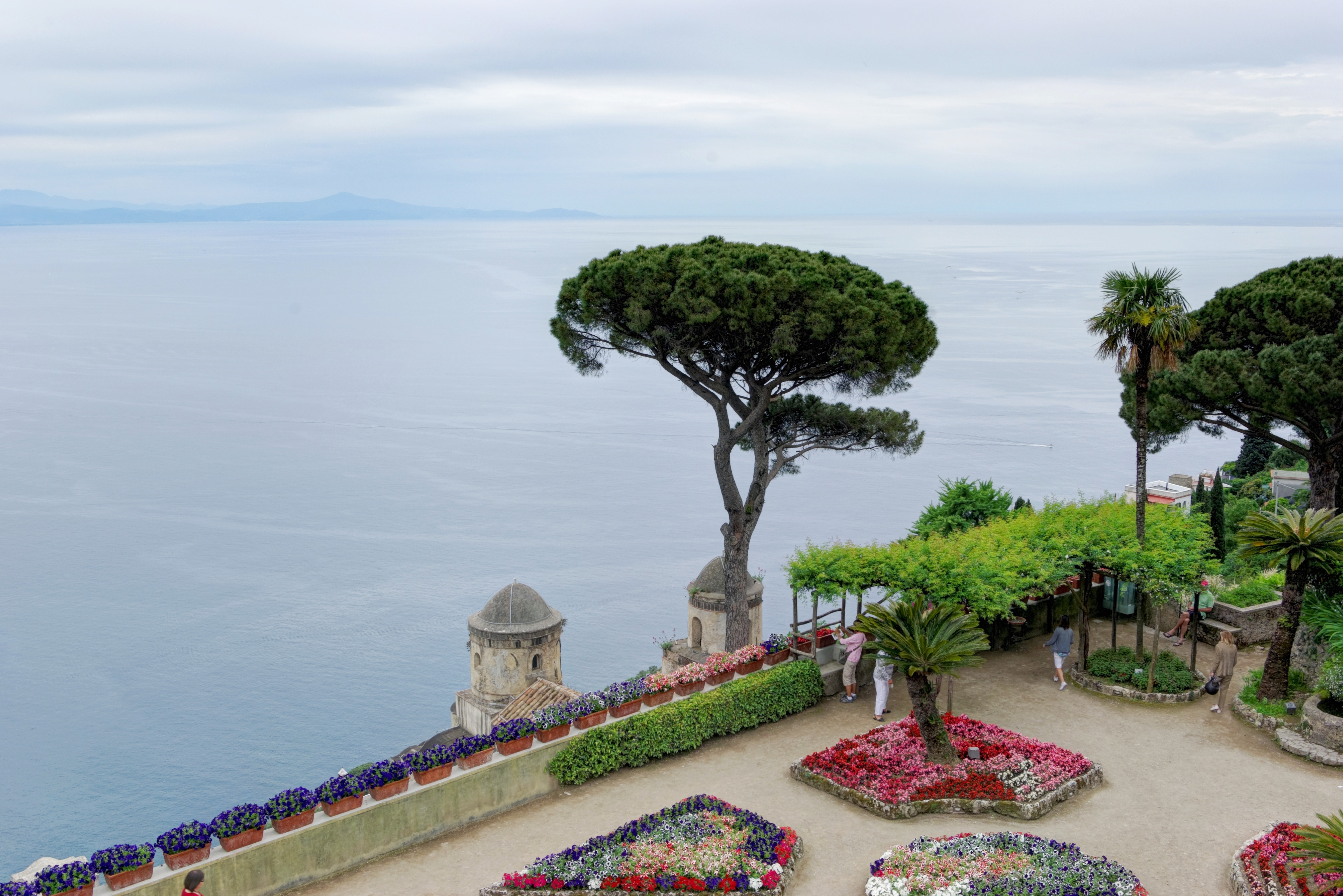
Jardines de Villa Rufolo.
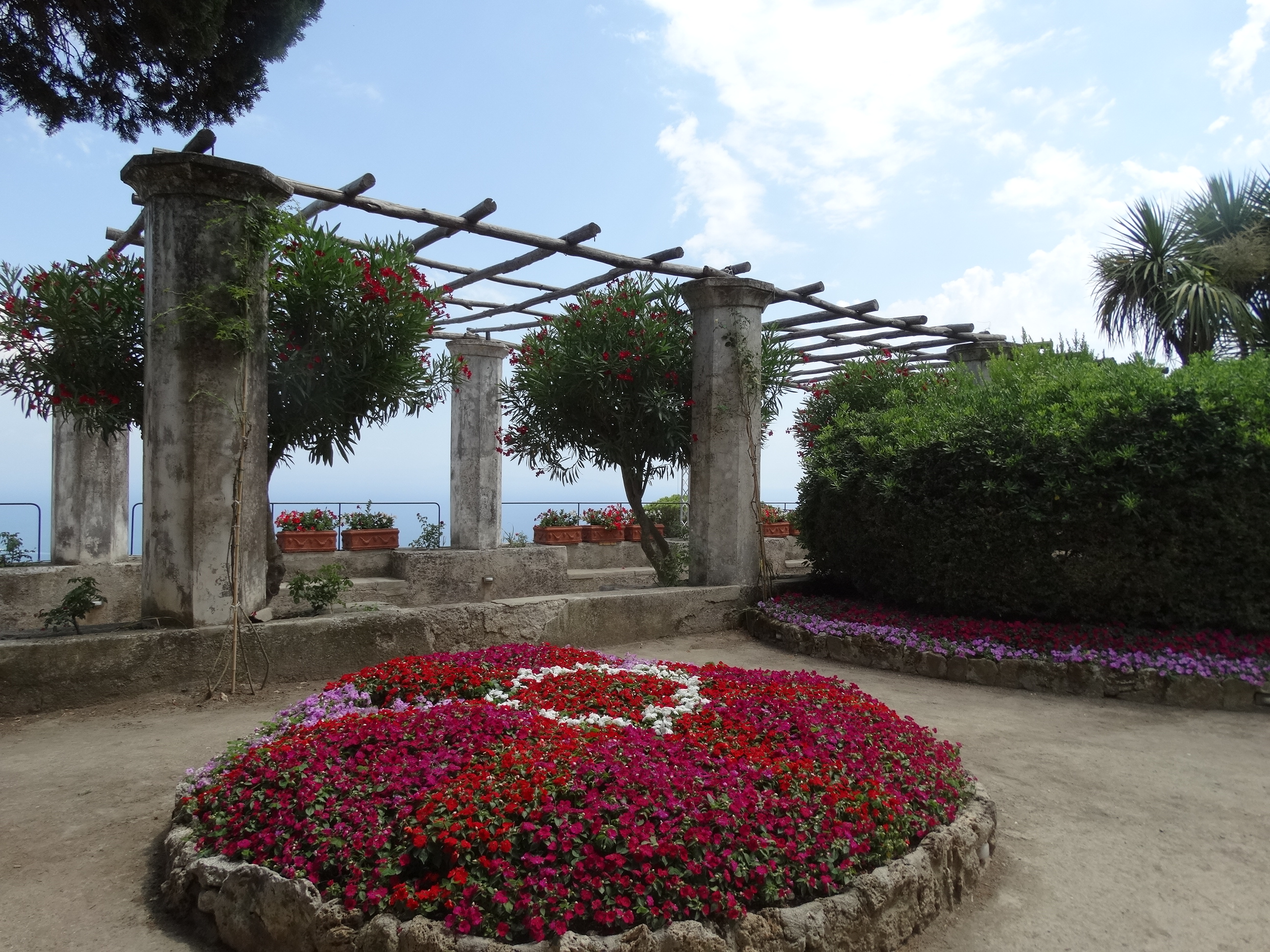
Jardines de Villa Rufolo.
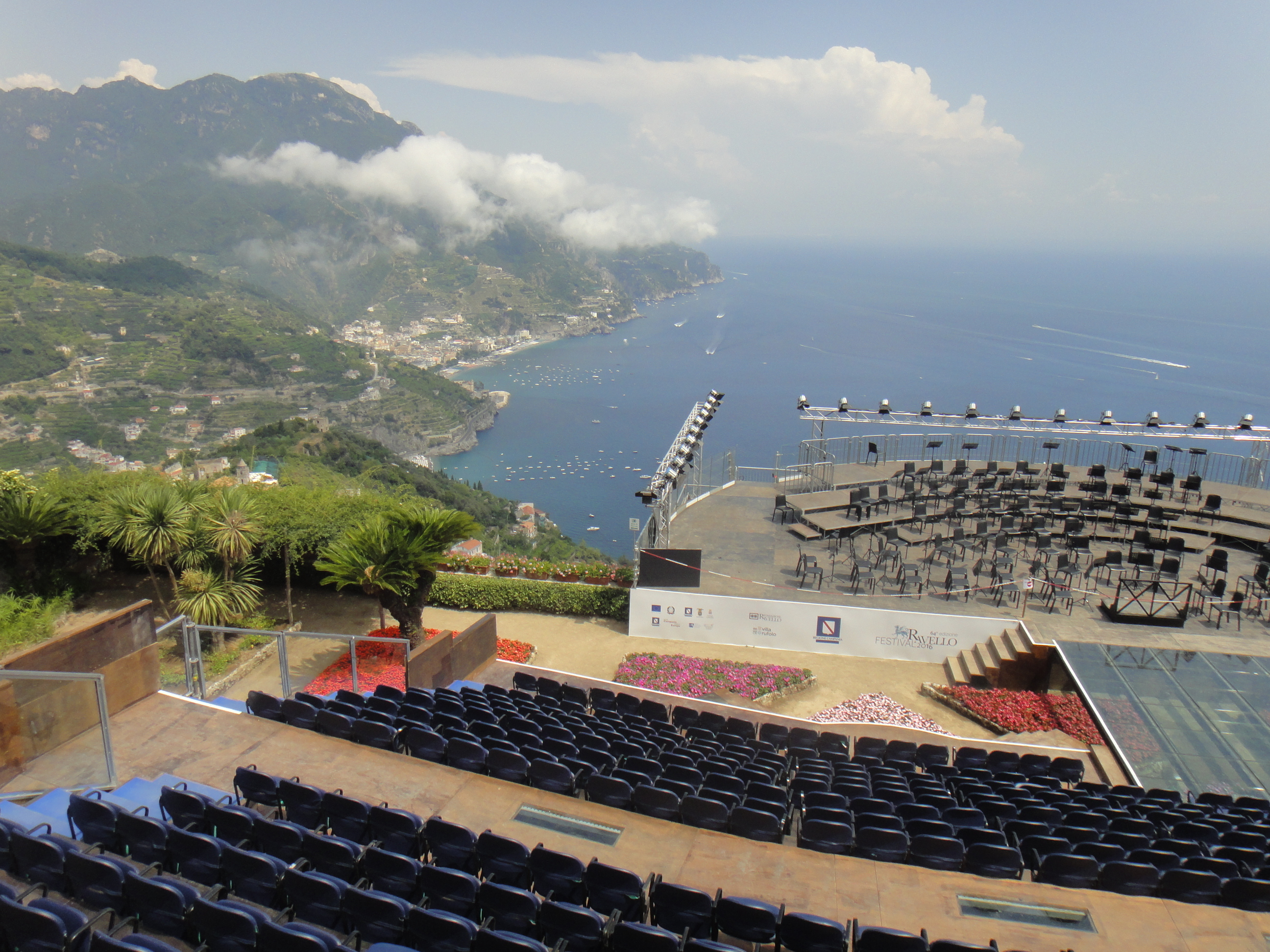
Escenario montado en los jardines de Villa Rufolo.
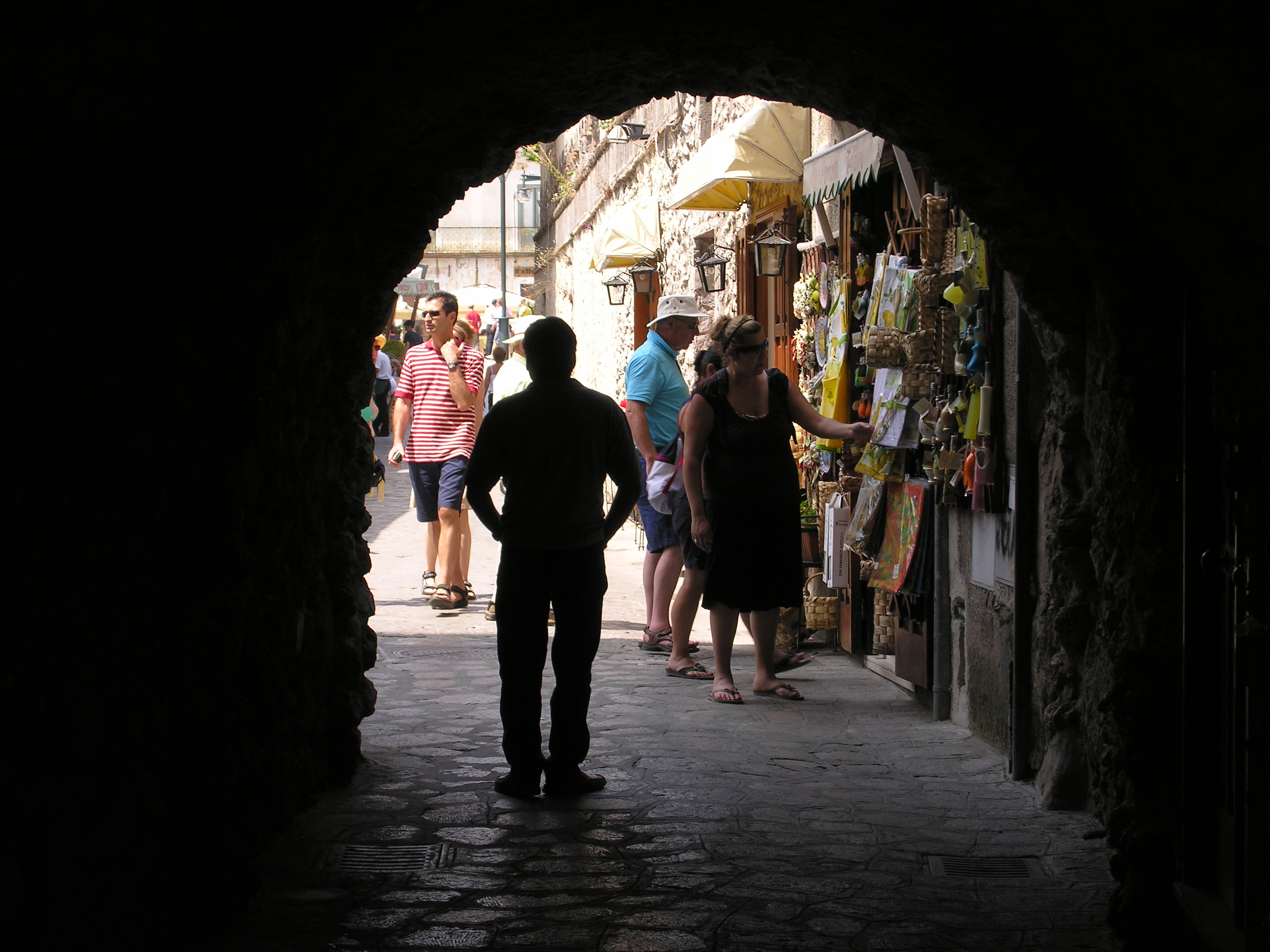
Via San Francesco.
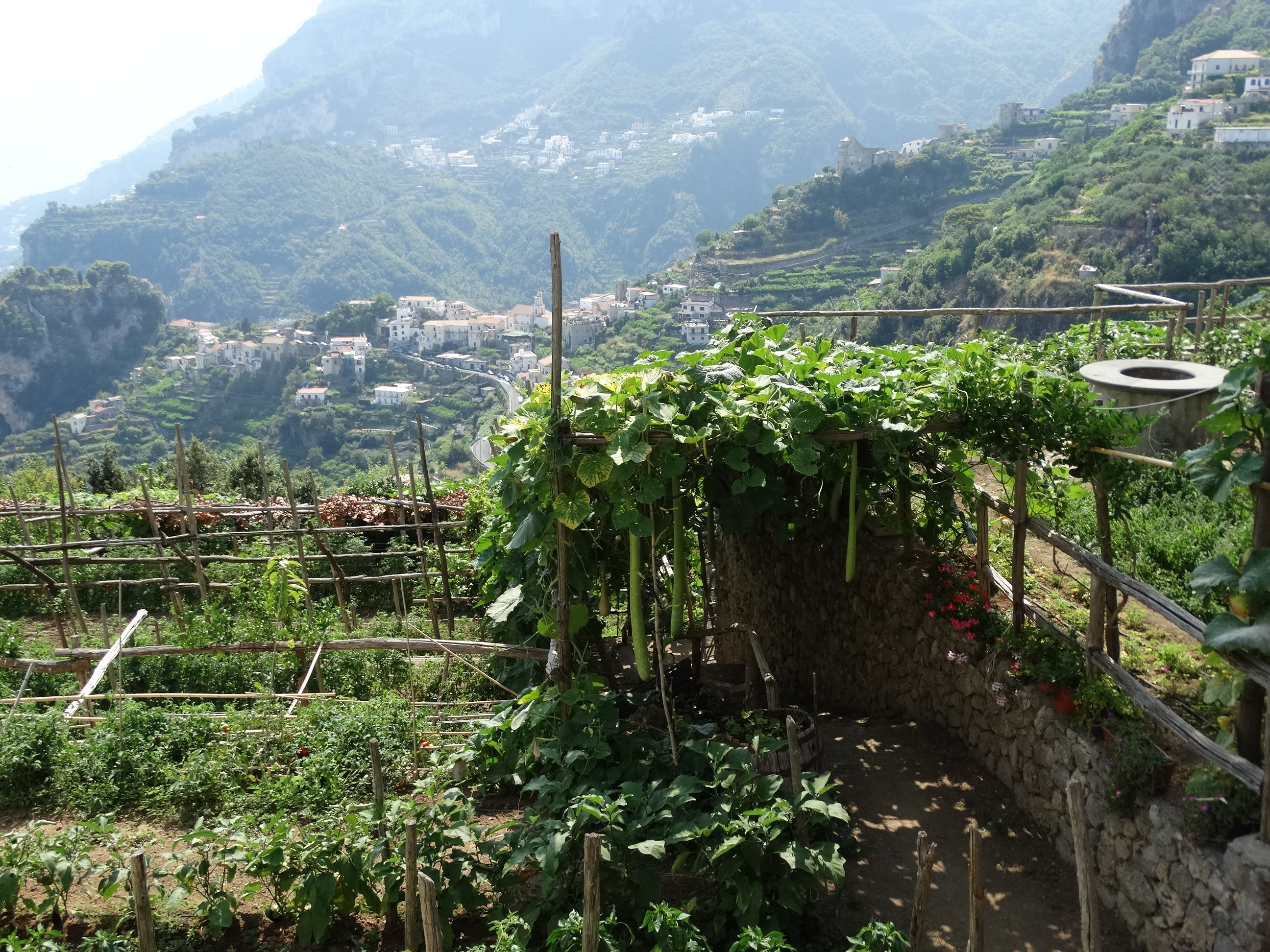
Vista de los alrededores de Ravello.